# L'Aldosa de Canillo
L'Aldosa de canillo är en ort i Andorra. Den ligger i parroquian Canillo, i den centrala delen av landet. L'Aldosa de canillo ligger 1 675 meter över havet och antalet invånare är 195.
L'Aldosa de canillo ligger nere i en dal. Närmaste större samhälle är Andorra la Vella, 11,8 kilometer sydväst om L'Aldosa de canillo. 
I trakten runt L'Aldosa de canillo växer i huvudsak blandskog.